# Stanley Cowell

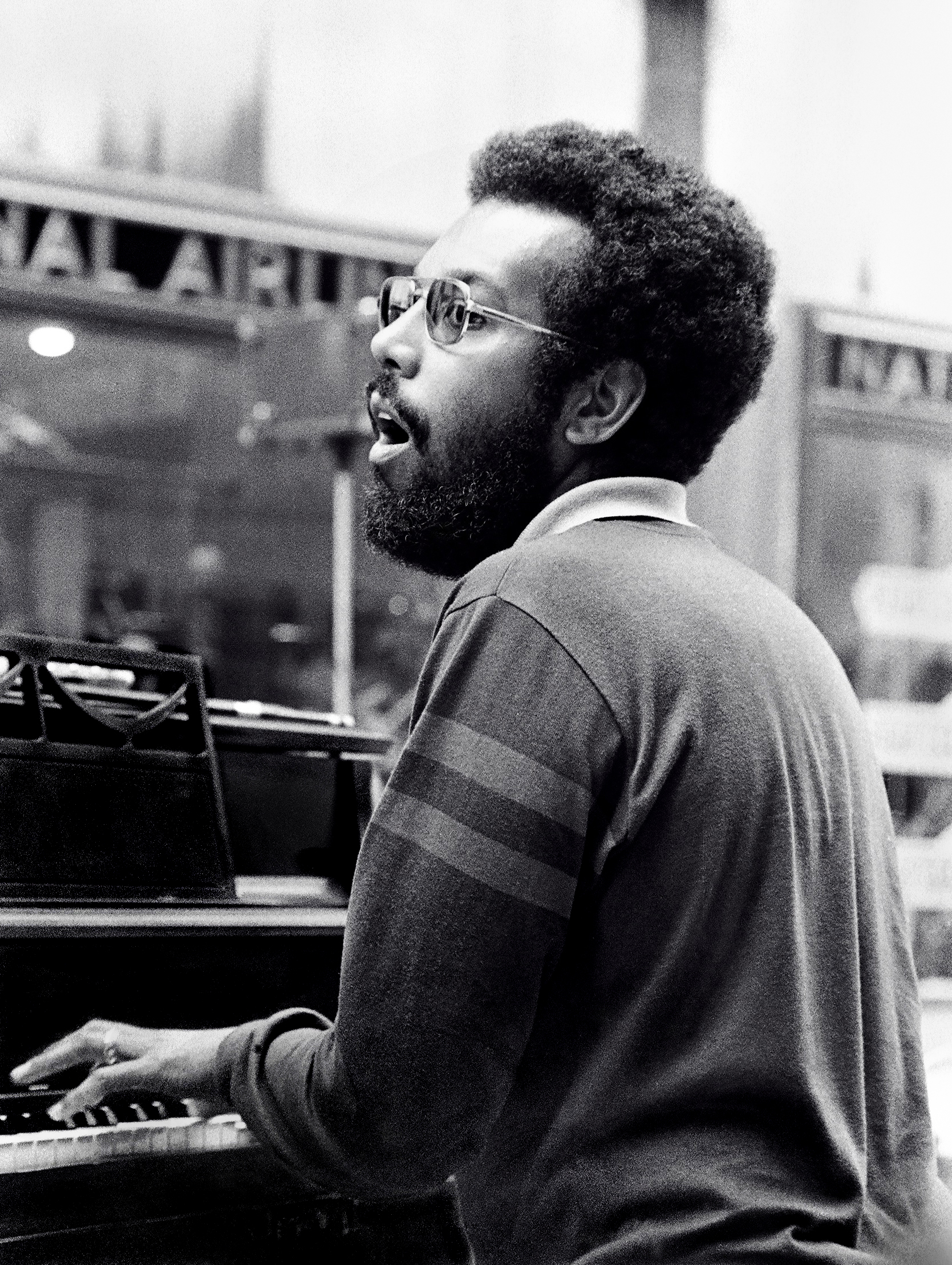
Stanley Cowell 1977

Stanley Cowell (* 5. Mai 1941 in Toledo, Ohio; † 17. Dezember 2020 in Dover, Delaware) war ein US-amerikanischer Jazzmusiker (Piano, Keyboard).

## Leben und Wirken
Cowell lernte ab dem fünften Lebensjahr Klavier, wobei er zunächst von seinen Schwestern unterrichtet wurde. Während seines Studiums am Oberlin Conservatory of Music spielte er mit Roland Kirk.
1966 zog er nach New York City. Zwischen 1966 und 1967 spielte er mit Marion Brown (Three for Shepp), von 1967 bis 1979 mit Max Roach, mit Stan Getz und dem Quartett von Bobby Hutcherson und Harold Land. In den frühen 1970ern gründete er das Quartett Music Inc., sowie gemeinsam mit Charles Tolliver das Plattenlabel Strata-East und die Musikerorganisation Collective Black Artists Inc.
Zwischen 1974 und 1983 spielte Cowell bei den The Heath Brothers, von Jimmy, „Tootie“ und Percy Heath und nahm Stücke von Jimmy Heath für Solo-Piano auf. Von 1981 bis 1999 lehrte er als außerordentlicher Professor am Lehman College der City University of New York Musikgeschichte, Improvisation und Kompositionslehre. 1988 und 1989 unterrichtete er Jazzpiano am New England Conservatory in Boston. Cowell war Professor an der Mason Gross School of the Arts, Department of Music, der Rutgers University in New Brunswick, New Jersey. Er nahm sporadisch weitere Alben auf, u. a. mit Joe Chambers und Steve Coleman. 1991 verfasste er ein Stück zu Ehren von Art Tatum, der einen frühen Einfluss auf seine Musik ausgeübt hatte. Nach seinem Ruhestand als Hochschullehrer setzte er seine musikalische Karriere fort; 2015 legte er das Soloalbum Juneteenth und 2017 in Quartettbesetzung No Illusions vor.
Stilistisch bewegte er sich vielfältig in den Bereichen Hard Bop, Postbop und Free Jazz. Obwohl er von Musikerkollegen hochgeschätzt und häufig engagiert wurde, war er einem breiteren Jazzpublikum verhältnismäßig unbekannt geblieben.

## Diskographie
Diskographische Hinweise (Auswahl nach The Penguin Guide to Jazz und Allmusic)
- Musa: Ancestral Streams(Strata-East, 1974)
- Live at Cafe Des Copains (Unisson, 1985) solo
- We Three (DIW, 1987) mit Buster Williams, Freddie Waits
- Sienna (SteepleChase, 1989), mit Ron McClure, Keith Copeland
- Live at Maybeck Recital Hall, Volume 5 (Concord Jazz, 1990) solo
- Close to You Alone (DIW, 1990), mit Cecil McBee, Ronnie Burrage
- Departure #2 (SteepleChase, 1994), mit Ron McClure, Keith Copeland
- Angel Eyes one (DIW, 1990), mit Cecil McBee, Ronnie Burrage
- Departure #2 (SteepleChase, 1995) solo
- Prayer for Peace (SteepleChase, 2010), mit Mike Richmond, Victor Lewis
- It's Time (Steeplechase, 2012), mit Tom Dicarlo, Chris Brown